# عمرانية وشركاه
عمرانية وشركاه هي شركة هندسة معمارية وتخطيط عمراني دولية يقع مقرها الرئيسي في العاصمة السعودية الرياض، تأسست عمرانيه في 1973  وهي متخصصة في تصميم مشاريع تصميم المحتوى والأداء العالي.
صممت الشركة مجموعة متنوعة من مشاريع المباني والبنية التحتية في المملكة العربية السعودية، وكذلك في منطقة الشرق الأوسط وأوروبا وشمال إفريقيا،  منها مركز المملكة ، وصندوق الاستثمار العام، وقصر طويق الحائز على جائزة آغا خان للعمارة ، وحديقة الملك سلمان في الرياض.
مع ما يقرب من 500 موظف، لدى عمرانية مكتبان في الرياض ومكاتب إضافية في جدة وعمان، الأردن. تضم فرق المكاتب الأربعة محترفين من أكثر من 30 دولة،  يرأس الشركة مجلس إدارة يمثل جميع تخصصات التصميم والوحدات الإدارية.

## التاريخ والنمو
تأسست شركة عمرانية بتعاون بين المهندس المعماري باسم الشهابي ونبيل فانوس للفوز بمسابقة تصميم دولية لمقر المؤسسة العامة للتأمينات الاجتماعية في الرياض،  ومن أجل تصميم مبنى المبنى والإشراف عليه، فتحوا مكتبًا صغيرًا نما في النهاية لممارسة كبيرة متعددة التخصصات في عمرانية، ومنذ ذلك الحين أصبحت عمرانية مساهماً رئيسياً في التوسع الحضري في الرياض، حيث نمت العاصمة من 150,000 شخص في عام 1960 إلى 7.6 مليون بحلول عام 2017.
في عام 1980 أنشأت عمرانية مكتبًا فرعيًا في لندن لتصميم مشاريع دولية مثل قصر طويق ومجتمع الروضة 4 المخطط له في ينبع في المملكة العربية السعودية، والتجديد الداخلي لمدينة ميلبنك التاريخية في مدينة ويستمنستر لندن.
كان أحد أهم المشاريع المبكرة للشركة هو قصر طويق وهو ناد دبلوماسي في الرياض تم الانتهاء منه في عام 1985، ولك بالتعاون مع بورو هابولد وفري أوتو، وقد استمد تصميم عمرانية من الأشكال المعمارية العامية مثل الخيمة والتحصين، والتي تم تكييفها مع المناخ الصحراوي. حيث يتوافق الحل مع المناظر الطبيعية الطبيعية ويتضمن تكنولوجيا حديثة مبتكرة وميزات تصميم مستدامة، وفقًا للمؤرخ المعماري كريس أبيل.
في عام 1999 صممت عمرانية بالاشتراك مع إليربي بيكيت [الإنجليزية] وأشرفت على بناء مركز المملكة الشهير في الرياض الذي يتكون من مركز للتسوق، وفندق، ومكتب ومجمع سكني مع برج بطول 300 متر (984 قدم) وجسر معلق مطل على الرياض.
صممت عمرانية في 2003 (مع أوكيت فيتزروي روبنسون) حديقة السلام بالرياض وهي حديقة عامة تبلغ مساحتها 25 هكتارًا توفر واحة من المساحات الخضراء الحضرية،  كما أكملت عمرانية دراسة التخطيط والنقل لحي العليا في الرياض للتخطيط والنقل في ممر العليا - باثا مع شركة Perkins + Will و Dornier Consulting.
في عام 2013 تم اختيار عمرانية - إلى جانب المهندسين المعماريين Zaha Hadid Architects و Snøhetta وGerber Architekten - لتصميم أحد مراكز النقل الرئيسية متعددة الوسائط الأربعة لنظام مترو الرياض الجديد (مترو الرياض)،  وعند الانتهاء من محطة مترو الرياض بالرياض سيتم دمجها في عام 2020 وستضم الحدائق العامة والمساحات المجتمعية بالإضافة إلى مركز ترانزيت متعدد الوسائط مغلق بالكامل يخدم شبكة الحافلات والباص السريع الجديدة.
في عام 2018 حصل جامع مركز الملك عبد الله المالي الذي اكتمل حديثًا في مركز الملك عبد الله المالي في الرياض على اعتراف دولي بأشكاله الهندسية الزاويّة ومعاملته الدقيقة للضوء. حيث يعكس التصميم المتميز للمسجد السياق الحديث والبيئة السائدة في المملكة العربية السعودية والتقاليد الإسلامية.
في عام 2019 كانت الشركة تخطط لتخطيط 25 مجتمعًا سكنيًا جديدًا على مساحة 45 كيلومترًا مربعًا (17.3 ميل مربع) في المنطقة الغربية من المملكة العربية السعودية نيابة عن وزارة الإسكان في البلاد، وجميعها بها شوارع ملائمة للمشاة وبنية تحتية مستدامة.

## المشاريع الكبرى
الثقافية والدبلوماسية
- جامع مركز الملك عبد الله المالي ، مركز الملك عبد الله المالي، الرياض (2017).[17]
- السفارة الملكية للمملكة العربية السعودية، عمان، الأردن (2014).[19]
- قصر طويق، الحي الدبلوماسي، الرياض (1985).

مباني المكاتب الرئيسية
- برج مقر PIF، الرياض (2018).
- GOSI Office Park في (2013).[20]
- مركز المملكة، الرياض (2001).
- NCCI Headquarters، الرياض (1998).[21]
- مقر مجلس التعاون الخليجي، الرياض (1987).[22]
- Four Millbank، لندن، المملكة المتحدة (1988).

وسائل النقل
- محطة المحور الغربي، مترو الرياض، الرياض (2020)
- إعادة تصميم شارع الأمير محمد بن عبد العزيز (2004)

الضيافة والترفيه
- تطوير بوابة كار (2022).[23]
- فندق ومساكن هيلتون الرياض (2019).[24]
- فندق وريزيدنس راديسون بلو، الحي الدبلوماسي، الرياض (2019).

رعاية صحية
- مستشفى المملكة، الرياض (2001).

مخططات رئيسية
- SUKNA Living Community ، أصفهان، جدة، المملكة العربية السعودية (2020)
- برنامج وزارة الإسكان للمدينة الجديدة، المملكة العربية السعودية (مستمر)
- KA-CARE ، جنوب غرب الرياض، المملكة العربية السعودية (2010).[25]
- الروضة 4 لتنمية المجتمع، ينبع، المملكة العربية السعودية (1984)

الأماكن العامة (هندسة المناظر الطبيعية)
- منتزه الملك سلمان ، الرياض (2024).[6]
- تنشيط شارع الأمير محمد بن عبد العزيز، الرياض (2004).
- حديقة السلام، الرياض (2003).
- الحي الدبلوماسي الداخلي للمناظر الطبيعية، الرياض (1986).

الداخلية
- فندق فور سيزونز، الرياض (2001).
- مركز المملكة مول، الرياض. (2001).
- مكاتب سامبا، الرياض. (2002).

## الجوائز
| السنة | المشروع                                        | الجائزة                                                | المنظمة                                                 |
| ----- | ---------------------------------------------- | ------------------------------------------------------ | ------------------------------------------------------- |
| 1998  | قصر طويق                                       | جائزة آغا خان للعمارة                                  | صندوق الآغا خان للثقافة                                 |
| 2002  | مركز المملكة                                   | Skyscraper of the Year Award - Design & Functionality  | Skyscrapers.com                                         |
| 2002  | مركز المملكة                                   | Emporis Skyscraper Award                               | Emporis                                                 |
| 2003  | مركز المملكة                                   | Honor Award, International Council of Shopping Centers | 27th Annual International Design and Development Awards |
| 2003  | مركز المملكة                                   | World's Best New Skyscraper                            | Skyscrapers.com                                         |
| 2004  | مركز المملكة                                   | Finalist, Professionals' Choice Award                  | Architecture Awards                                     |
| 2005  | مركز المملكة                                   | جائزة الشرف للهندسة المعمارية                          | الجمعية الأمريكية للمعماريين - مينيسوتا                 |
| 2007  | منتزة السلام                                   | الجائزة البرونزية للمشروعات الترفيهية                  | الجوائز الدولية للمجتمعات الحيوية                       |
| 2009  | حدائق الملك عبد الله العالمية                  | أفضل تطوير ترفيه دولي                                  | جوائز الملكية الدولية                                   |
| 2009  | حدائق الملك عبد الله العالمية                  | أفضل تطوير ترفيهي - المملكة العربية السعودية           | جوائز العقارات التجارية العربية                         |
| 2010  | حدائق الملك عبد الله العالمية                  | أفضل تنمية مستدامة                                     | جوائز سيتي سكيب                                         |
| 2010  | مكتب حديقة جوسي                                | أفضل تطوير مكاتب - المملكة العربية السعودية            | جوائز العقارات التجارية العربية                         |
| 2010  | مكتب حديقة جوسي                                | الجائزة المعمارية - العربية                            | جوائز العقارات التجارية العربية                         |
| 2010  | فندق هيلتون الرياض والشقق الفندقية             | صفقة العام للشرق الأوسط                                | شركة فنادق هيلتون                                       |
| 2011  | فندق هيلتون الرياض والشقق الفندقية             | Highly Commended - Hotel Architecture Saudi Arabia     | جوائز الفنادق الدولية                                   |
| 2011  | فندق هيلتون الرياض والشقق الفندقية             | درجة عالية من الثناء - فندق المملكة العربية السعودية   | جوائز الفنادق الدولية                                   |
| 2011  | فندق هيلتون الرياض والشقق الفندقية             | أفضل فندق داخلي - المملكة العربية السعودية             | جوائز الفنادق العربية                                   |
| 2012  | مبنى هيئة السوق المالية                        | جوائز المملكة - مشروع برج العام                        | أسبوع البناء                                            |
| 2013  | مجمع فنادق المدينة                             | أفضل عمارة فنادق - المملكة العربية السعودية            | جوائز الفنادق الدولية                                   |
| 2013  | مجمع فنادق المدينة                             | العمارة متعددة الاستخدامات - المملكة العربية السعودية  | جوائز الملكية الدولية                                   |
| 2016  | مبنى هيئة السوق المالية                        | Finalist for Office - Future Projects                  | World Architecture Festival                             |
| 2016  | مبنى هيئة السوق المالية                        | Best Commercial High-rise Architecture - Saudi Arabia  | جوائز الملكية الدولية                                   |
| 2016  | مبنى هيئة السوق المالية                        | المرشح - العمارة التجارية الشاهقة                      | جوائز الملكية الدولية                                   |
| 2016  | مبنى مكتب الواحة                               | الفائز الوطني - مشروع بناء العام                       | MEED Quality Awards for Projects                        |
| 2016  | محطة مترو الرياض الغربية                       | Best Public Service Architecture - Saudi Arabia        | جوائز الملكية الدولية                                   |
| 2017  | فندق هيلتون الرياض والشقق الفندقية             | الفائز الوطني - المشروع التجاري للعام                  | جوائز ميد لجودة المشاريع                                |
| 2017  | جامع مركز الملك عبد الله المالي                | Finalist, Religious Buildings                          | مهرجان العمارة العالمي                                  |
| 2018  | فندق هيلتون الرياض والشقق الفندقية             | Finalist, Touristic and Recreational Buildings         | جائزة المعماريين العرب                                  |
| 2018  | سفارة المملكة العربية السعودية في عمان، الأردن | Finalist, Public Buildings                             | جائزة المعماريين العرب                                  |
| 2019  | باسم الشهابي (مؤسس مشارك)                      | جائزة الإنجاز مدى الحياة                               | مجلة المناظر الطبيعية الشرق الأوسط                      |

## مجلس الإدارة
- باسم الشهابي: المدير العام
- عثمان الوشمي: مدير - السعودية
- عبد السلام الحداد: مدير التسويق وتطوير الأعمال
- مجدي الشامي: المدير الفني
- ركن الدين محمد: مدير أول للمشاريع الخاصة
- محمود أبو غزال: رئيس قسم العمارة والتصميم الداخلي
- معتصم دياب: مدير المكتب - الأردن
- ماهر شكوكاني: مدير أول للمشروع

## روابط خارجية
- موقع عمرانية
- فيديوهات عمرانية على Vimeo
- صفحة عمرانية في مركز ناطحات السحاب ، مجلس المباني الشاهقة والموئل الحضري
- ناطحة سحاب الموقع الرسمي على مركز المملكة